# Manchester Ship Canal
Manchester Ship Canal je 58 km dolga celinska plovna pot na severozahodu Anglije, ki povezuje Manchester z Irskim morjem. Začne se pri estuariju Mersey pri Easthamu, blizu pristanišča Ellesmere v Cheshiru, na splošno sledi prvotnim potem rek Mersey in Irwell skozi zgodovinski grofiji Cheshire in Lancashire. Več sklopov zapornic dvigne plovila približno 18 m do konca prekopa v Manchestru. Znamenitosti na njegovi poti so premični akvadukt Barton, edini premični akvadukt na svetu, in Trafford Park, prvo načrtovano industrijsko območje na svetu in še vedno največje v Evropi.
Reki Mersey in Irwell sta bili prvič usposobljeni za plovbo v začetku 18. stoletja. Blago se je prevažalo tudi po podaljšku Runcorn prekopa Bridgewater (od leta 1776) in železnici Liverpool in Manchester (od leta 1830), vendar je do konca 19. stoletja plovba Mersey in Irwell propadla in je bila pogosto neuporabna. Poslovna skupnost v Manchestru je menila, da so pristojbine, ki so jih naložili liverpoolski doki in železniške družbe, pretirane. Ladijski prekop je bil mišljen, da bi oceanskim plovilom omogočil neposreden dostop do Manchestra. Regija je trpela zaradi dolge depresije; zagovorniki prekopa so trdili, da bo shema povečala konkurenco in ustvarila delovna mesta. Pridobili so javno podporo za shemo, ki je bila prvič predstavljena parlamentu kot osnutek zakona leta 1882. Soočeni z ostrim nasprotovanjem Liverpoola, zagovorniki prekopa niso mogli pridobiti potrebnega zakona parlamenta, da bi se shema lahko nadaljevala do leta 1885.
Gradnja se je začela leta 1887; trajalo je šest let in stalo 15 milijonov funtov (kar ustreza 1.774.553.339 funtov leta 2021).
Ko so ladijski prekop odprli januarja 1894 (12 let po prvem srečanju družbe Manchester Ship Canal), je bil to največji rečni plovni prekop na svetu in je novemu pristanišču Manchester omogočil, da je postalo tretje najbolj obremenjeno britansko pristanišče, čeprav je bilo okoli 64 km v notranjosti. Spremembe načinov pošiljanja in rast kontejnerizacije v 1970-ih in 1980-ih so pomenile, da je bilo veliko ladij prevelikih za uporabo prekopa, promet pa se je zmanjšal, kar je povzročilo zaprtje terminalskih dokov v Salfordu. Čeprav je lahko sprejel plovila od obalnih ladij do medcelinskih tovornih ladij, prekop ni bil dovolj velik za večino sodobnih plovil. Do leta 2011 se je promet z vrhunca leta 1958, ko je znašal 18 milijonov dolgih ton tovora vsako leto, zmanjšal na približno 8 milijonov dolgih ton. Prekop je zdaj v zasebni lasti Peel Holdings, katerega načrti vključujejo prenovo, širitev in povečanje ladijskega prometa z 8000 kontejnerjev letno na 100.000 do leta 2030 kot del njihovega projekta Atlantic Gateway.

## Zgodovina
Prekop je bil dokončan ravno, ko se je dolga depresija bližala koncu, vendar v prvih letih ni bil komercialni uspeh, ki so ga njegovi sponzorji pričakovali. Sprva je bruto prihodek znašal manj kot četrtino pričakovanega čistega prihodka in v vsaj prvih devetnajstih letih obstoja prekopa ni mogel ustvariti dobička ali plačati obresti korporaciji Manchester. Mnogi lastniki ladij niso bili pripravljeni pošiljati čezoceanskih plovil vzdolž »zaklenjene slepe ulice« z največjo hitrostjo 6 vozlov (11 km/h; 6,9 mph). Podjetje Ship Canal Company, ki je razvilo prekop, je težko privabilo raznoliko izvozno trgovino, kar je pomenilo, da so se morale ladje po prekopu pogosto vračati natovorjene z balastom in ne s tovorom. Vendar se je promet postopoma razvijal in prekop je postal uspešen ter se je od leta 1921 obrestoval. Ko je uvozna trgovina z nafto v 20. stoletju začela rasti, se je ravnotežje prometa po prekopih postopoma preusmerilo proti zahodu, od Salforda do Stanlowa. Za razliko od večine drugih britanskih prekopov Manchester Ship Canal ni bil nikoli nacionaliziran.

### Zgodnja zgodovina
Zamisel, da bi reki Mersey in Irwell omogočili plovbo od estuarija Mersey na zahodu do Manchestra na vzhodu, je prvič predlagal leta 1660 in jo leta 1712 oživil angleški gradbeni inženir Thomas Steers. Potrebna zakonodaja je bila predlagana leta 1720 in Zakon parlamenta, Rivers Mercy in Irwell Navigation Act 1720 (7 Geo. 1. St. 1. c. 15) za plovbo je bil sprejet leta 1721. Gradnja se je začela leta 1724, izvedlo pa jo je podjetje Mersey and Irwell Navigation Company. Do leta 1734 so ladje »zmerne velikosti« lahko pluli od pomolov blizu Water Street v Manchestru do Irskega morja, vendar je bila plovba primerna le za majhne ladje; v obdobjih nizke količine padavin ali ko so močni vzhodni vetrovi zadrževali plimovanje v estuariju, ni bilo vedno dovolj globoke vode za polno naloženo ladjo. Dokončanje podaljšanja Runcorn prekopa Bridgewater leta 1776, ki mu je leta 1830 sledilo odprtje železnice Liverpool in Manchester, je zaostrilo konkurenco za prevoz blaga.
Leta 1825 je bila pri parlamentu vložena prošnja za zakon, ki bi dovolil gradnjo ladijskega prekopa med ustjem reke Dee in Manchestrom po ceni 1 milijon funtov, vendar »ker potrebni obrazci niso bili upoštevani«, se je ne postane zakon. Leta 1844 je bilo lastništvo Mersey and Irwell Navigation preneseno na Bridgewater Trustees, leta 1872 pa je bilo prodano Bridgewater Navigation Company za 1,112 milijona funtov. Plovba je do takrat propadla, njeni lastniki pa so raje vzdrževali donosnejši prekop; leta 1882 je bila plovba opisana kot »brezupno zadušena z muljem in umazanijo« in je bila zaprta za vse, razen za manjša plovila 264 od 311 delovnih dni.
Skupaj s poslabšanjem gospodarskih razmer v 1870-ih in začetkom obdobja, znanega kot dolga depresija, so dajatve, ki jih je zaračunavalo liverpoolsko pristanišče in železniške pristojbine od tam do Manchestra poslovna skupnost Manchestra razumela kot pretirane; pogosto je bilo ceneje uvažati blago iz Hulla, na nasprotnem koncu države, kot iz Liverpoola. Ladijski prekop je bil predlagan kot način za znižanje stroškov prevoza, izogibanje plačilu pristaniških in mestnih pristojbin v Liverpoolu ter zaobiti železnico Liverpool–Manchester tako, da se Manchestru omogoči neposreden dostop do morja za njegov uvoz in izvoz industrijskega blaga. Zgodovinar Ian Harford je predlagal, da je bil prekop morda zasnovan tudi kot »domišljijski odgovor na [težave] depresije in brezposelnosti«, s katerimi se je Manchester soočal v zgodnjih 1880-ih. Njegovi zagovorniki so trdili, da bi znižani transportni stroški naredili lokalno industrijo bolj konkurenčno in da bi shema pomagala ustvariti nova delovna mesta.
Zamisel je podprl manchesterski proizvajalec Daniel Adamson, ki je 27. junija 1882 organiziral srečanje na svojem domu The Towers v Didsburyju. Povabil je predstavnike več mest Lancashirea, lokalne poslovneže in politike ter dva gradbena inženirja: Hamiltona Fultona in Edwarda Leader Williamsa. Fultonova zasnova je bila za plimski prekop brez zapornic in poglobljen prekop v Manchester. Ker je mesto približno 18 m nad morsko gladino, bi bili doki in pristani precej pod okoliškim površjem. Williamsov načrt je bil izkopati prekop med nizom podpornih sten in zgraditi vrsto zapornic za dvig vhodnih plovil do Manchestra. Oba inženirja sta bila povabljena, da predložita svoje predloge, Williamsovi načrti pa so bili izbrani za osnovo predloga zakona, ki bo predložen parlamentu kasneje istega leta.

## Gradnja
Thomas Walker je bil imenovan za izvajalca, Edward Williams pa za glavnega inženirja in oblikovalca ter generalnega direktorja. 58 km dolga pot je bila razdeljena na osem odsekov, za vsakega je bil odgovoren en inženir. Prvi je dosegel iz Easthama v Ellesmere Port. Mount Manisty, velika gomila zemlje na ozkem odseku med kanalom in Merseyjem severozahodno od pristanišča Ellesmere, je bila zgrajena iz zemlje, vzete iz izkopavanj. To in sosednji Manisty Cutting sta dobila ime po odgovornem inženirju. Zadnji zgrajen odsek je bil prehod od Weston Pointa skozi Runcorn Gap do Nortona; obstoječa doka v Runcornu in Westonu je bilo treba ohraniti delujoča, dokler ju ni bilo mogoče povezati z dokončanimi zahodnimi deli ladijskega prekopa.
Prvi dve leti je gradnja potekala po načrtih, vendar je Walker umrl 25. novembra 1889. Delo so nadaljevali njegovi izvajalci, vendar je projekt utrpel neuspehe in ga oviralo ostro vreme in več hudih poplav. Januarja 1891, ko naj bi bil projekt končan, je huda zima dodala težave; prekop Bridgewater, edini vir dohodka podjetja, je bil zaprt po padcu ledu. Podjetje se je odločilo prevzeti pogodbena dela in kupilo vso opremo na kraju samem za 400.000 GBP. Nekatera železniška podjetja, katerih mostove so morali prilagoditi za prečkanje prekopa, so zahtevala odškodnino. London and North Western Railway in Great Western Railway sta zavrnila sodelovanje, med njima pa sta zahtevala približno 533.000 funtov za nevšečnosti. Družba ladijskih prekopov ni mogla porušiti starejših, nizkih železniških mostov vse do avgusta 1893, ko je šla zadeva na arbitražo. Železniškim družbam je bilo dodeljenih nekaj več kot 100.000 GBP, kar je le delček njihovih skupnih zahtevkov.
Do konca leta 1891 je bil ladijski kanal odprt za ladijski promet vse do Saltporta, imena, ki so ga dali pomolom, zgrajenim na vhodu v Weaver Navigation. Uspeh novega pristanišča je bil vir zaskrbljenosti za trgovce v Liverpoolu, ki so se nenadoma znašli brez trgovskega blaga, kot je les, in vir spodbude za ladjarske družbe, ki so se začele zavedati prednosti celinskega pristanišča. Saltport je postal neuporaben, ko je bil ladijski prekop popolnoma napolnjen z vodo novembra 1893. Manchester Ship Canal Police je bila ustanovljena naslednji mesec in prekop je bil odprt za prvi promet 1. januarja 1894. 21. maja je kraljica Viktorija uradno otvoritev, zadnji od treh kraljevih obiskov, ki jih je opravila v Manchestru. Med slovesnostjo je župana Salforda Williama Henryja Baileyja in župana Manchestra Anthonyja Marshalla povzdignila v viteza; Edward Leader Williams je bil 2. julija s pisnim patentom povzdignjen v viteza.
Ladijski prekop je trajal šest let, da so ga dokončali, stroški pa so znašali nekaj več kot 15 milijonov funtov, kar ustreza približno 1,65 milijarde funtov leta 2011. Še vedno je najdaljši rečni plovni prekop v Angliji in ostaja osmi na svetu, le malo krajši od Panamskega prekopa v Srednji Ameriki. Izkopanih je bilo več kot 41.000.000 m³ materiala, kar je približno polovica manj, kot je bilo odstranjenega med gradnjo Sueškega prekopa. Med gradnjo je bilo v povprečju zaposlenih 12.000 delavcev, največ pa 17.000. Redne mornarice so bile plačane približno £16 na dan preračunano na leto 2010. Kar zadeva stroje, je projekt uporabil več kot 320 km začasne železniške proge, 180 lokomotiv, več kot 6000 tovornjakov in vagonov, 124 žerjavov na parni pogon, 192 drugih parnih strojev in 97 parnih bagrov. Glavni inženirski mejniki sheme so vključevali nihajni akvadukt Barton, prvi nihajni akvadukt na svetu in sosednji nihajni most za cestni promet v Bartonu, oba sta zdaj uvrščena na seznam stavb zaščitenih stopnje II*. Leta 1909 je bila globina prekopa povečana za 0,61 m na 8,5 m, kar je enako globini Sueškega prekopa.

## Današnji dan
Leta 1984 je mestni svet Salforda uporabil donacijo zapuščenega zemljišča za nakup dokov v Salfordu od družbe Ship Canal in preimenoval območje v Salford Quays. Glavni razvijalci Urban Waterside so naslednje leto začeli s prenovo, do takrat pa je promet na zgornjem toku prekopa upadel do te mere, da so lastniki razmišljali o tem, da bi ga zaprli nad Runcornom. Leta 1993 je družbo Ship Canal Company prevzel Peel Holdings; od leta 2014 je v lasti in upravljanju družbe Peel Ports, ki ima v lasti tudi pristanišče Liverpool. Podjetje je leta 2011 objavilo 50 milijard funtov vreden načrt Atlantic Gateway za razvoj pristanišča Liverpool in Manchestrskega ladijskega prekopa kot načina za boj proti vse večjim cestnim zastojem. Njihov načrt vključuje gradnjo velikega distribucijskega centra, ki se bo imenoval Port Salford in dodatnih šestih lokacij vzdolž kanala za nakladanje in razkladanje tovora. Peel Ports predvideva, da bi se število zabojnikov, prepeljanih vzdolž prekopa, lahko povečalo z 8000 leta 2010 na 100.000 do leta 2030.

## Geografija
Od Easthama poteka prekop vzporedno in vzdolž južne strani estuarija Mersey mimo pristanišča Ellesmere. Med Rixtonom vzhodno od viadukta Thelwall na avtocesti M6 in Irlama se kanal pridruži Merseyju; nato sledi približno poti reke. Ob sotočju Merseyja in Irwella blizu Irlama kanal sledi staremu toku reke Irwell v Manchester.

### Prehodi
Pomembna križanja prekopa so:
- Železniški most Runcorn
- Most srebrnega jubileja
- Mersey Gateway Bridge
- avtocesta M6
- Cestninski most Warburton
- Trajekt Hulme Bridge med Irlamom in Flixtonom
- avtocesta M60
- Pomični akvadukt Barton in pomični cestno most Barton
- Viadukt Latchford, ki je vodil železnico Warrington in Stockport čez kanal do leta 1985. Od takrat je bil zaprt, vendar viadukt, vključno s progami, ostaja na mestu.